# Barthe (comune francese)
Barthe è un comune francese di 17 abitanti situato nel dipartimento degli Alti Pirenei nella regione dell'Occitania.

## Società

### Evoluzione demografica
Abitanti censiti